# IncrediMail
IncrediMail était un client de messagerie pour les ordinateurs équipés de Windows. Les serveurs et les services d'Incredimail sont clos depuis le 20 mars 2020, la raison indiquée sur la page d'accueil du site étant la concurrence croissante des réseaux sociaux.

## Description
Il permettait de personnaliser les courriels en choisissant un arrière-plan, une animation ou un son. Le programme proposait les options de gestion de messages classiques et gérait les identités multiples ainsi que l'importation de carnets d'adresses et de messages,.

## Critiques
À cause des nombreux éléments décoratifs proposés, IncrediMail ne respectait pas les recommandations de la Netiquette concernant le format des courriels. Elles précisent qu'il est préférable de rédiger des courriers au format texte brut de manière que n'importe quel client de messagerie puisse l'afficher. De plus, les décorations et les nombreuses publicités en bas de courriel alourdissaient considérablement les courriers et, par conséquent, encombraient les boîtes de messagerie inutilement.
Le logiciel ne prenait pas toujours en compte certaines particularités des langues (lettres accentuées notamment).
Les conditions d'utilisation de IncrediMail étaient critiquées :
« Les utilisateurs, incluant sans limitation les utilisateurs de l'[U]nion européenne, comprennent entièrement et consentent clairement à la collecte et au traitement de leurs informations personnellement identifiables… »